# Dialloubé
Dialloubé è un comune rurale del Mali facente parte del circondario di Mopti, nella regione omonima.
Il comune è composto da 21 nuclei abitati:
- Abdramani
- Batamani
- Dayebé
- Dialloubé
- Gobé
- Kakagnan-Bozo
- Kakagnan-Foulbé
- Kanio
- Noga
- Ouro–Alpha
- Payonna

- Saba
- Saré–Hambanou
- Saya
- Sévéry–Bozo
- Sévéry–Ouro
- Sormé
- Tanouma-Guida
- Tanouma–Ouro
- Teby
- Wampiri